# Березкино
Бере́зкино (рос. Берёзкино) — присілок у складі Томського району Томської області, Росія. Входить до складу Зоркальцевського сільського поселення.

## Населення
Населення — 430 осіб (2010; 432 у 2002).
Національний склад (станом на 2002 рік):
- росіяни — 96 %